# Moussa Seybou Kassey

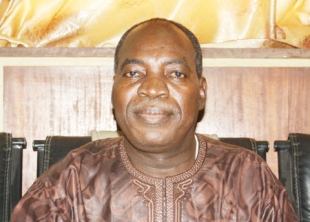
Moussa Seybou Kassey (2014)

Moussa Seybou Kassey (* 1959 in Dosso; † 27. April 2020; auch Moussa Seybou Kasseye) war ein nigrischer Politiker.

## Leben
Moussa Seybou Kassey war beruflich als Planungsökonom tätig. Er wirkte bis zu seinem Tod als Parteivorsitzender der 1999 gegründeten, nie in der Nationalversammlung vertretenen Kleinpartei Mouvement Patriotique pour la Solidarité et le Progrès (MPSP-Haské).
Staatspräsident Mamadou Tandja (MNSD-Nassara) holte ihn als Minister für öffentlichen Dienst und Arbeit sowie als Regierungssprecher in die Regierung vom 17. September 2001 unter Premierminister Hama Amadou. Die Ministerin für Arbeit war in der vorangegangenen Regierung Mireille Fatouma Ausseil gewesen, als Regierungssprecher hatte Akoli Daouel fungiert. In der am 30. Dezember 2004 gebildeten Folgeregierung war Kassey nicht mehr vertreten. Ministerin für öffentlichen Dienst und Arbeit wurde Kanda Siptey. Das Amt des Regierungssprechers übernahm Mohamed Ben Omar.
Moussa Seybou Kasseys Partei MPSP-Haské unterstützte später Staatspräsident Mahamadou Issoufou (PNDS-Tarayya). Kassey arbeitete ab 2014 als Generaldirektor der Caisse Autonome des Retraités du Niger (CARENI), einer autonomen Einrichtung zur Verwaltung der Pensionen von zivilen, militärischen und paramilitärischen Staatsbediensteten in Niger.

## Schriften
- La politique de planification urbaine au Niger. Le cas de Niamey. L’Harmattan, Paris 1995, ISBN 2-7384-3269-7.